# PGC 66909
LEDA/PGC 66909 (auch NGC 7070A) ist eine linsenförmige Galaxie vom Hubble-Typ S0/a im Sternbild Kranich am Südsternhimmel. Sie ist schätzungsweise 107 Millionen Lichtjahre von der Milchstraße entfernt und hat einen Durchmesser von etwa 55.000 Lichtjahren.

Im selben Himmelsareal befinden sich die Galaxien NGC 7070 und NGC 7072.